# NGC 821
NGC 821 è una galassia situata nella costellazione dell'Ariete.
È una galassia ellittica di medie dimensioni, visibile a sud della costellazione, vicino al confine col la Balena. La sua osservazione visuale, peraltro possibile solo per mezzo di un telescopio riflettore di almeno 150mm di apertura, non reca grande soddisfazione, in quanto si presenta come un'ellisse chiara priva di dettagli, inoltre parzialmente oscurata dalla luce di una stella di magnitudine 7. Dista dalla Via Lattea 68 milioni di anni-luce.